# Польское общество детских хирургов
Польское общество детских хирургов (пол. Polskie Towarzystwo Chirurgów Dziecięcych) — польское научное общество, основанное в 1965 году.
Согласно Уставу, целью Общества является работа по развитию детской хирургии и улучшение медицинской помощи больным детям; распространение достижений науки среди детских хирургов, врачей других медицинских специальностей и медсестёр детской хирургии; вовлечение детских хирургов в научно-исследовательскую работу; представление интересов членов Общества и их профессиональной среды в органах местного самоуправления и государственных органах.
В состав Общества входят 11 территориальных филиалов и 6 научных секций.
Общество сотрудничает с профильными международными организациями, в том числе с Европейской ассоциацией детских хирургов (англ. European Paediatric Surgeons’ Association) и Всемирной федерацией ассоциаций детских хирургов (англ. World Federation of Associations of Pediatric Surgeons).
Обществом издаются научные журналы, публикации которых предназначены для расширения практических знаний в области детской хирургии.
Председателем Общества является доктор медицинских наук, профессор Przemysław Mańkowski.